# Napoleón y Josefina: Una historia de amor
Napoleón y Josefina. Una historia de amor, cuyo título original es Napoleon and Josephine: A Love Story, es una miniserie hablada en inglés coproducción de Francia y Estados Unidos que se estrenó en este país el 10 de noviembre de 1987. Fue dirigida por Richard T. Heffron sobre el guion de James Lee y sus principales intérpretes son Armand Assante y Jacqueline Bisset. 
Está dividida en 3 episodios con 285 minutos de duración total. Fue nominada para los Premios Emmy de 1988 en los rubros Mejor Música y Mejor Vestuario.

## Sinopsis
Napoleón Bonaparte queda enamorado de la joven Josefina de Beauharnais cuando la conoce, se casan en 1796 y son coronados emperadores de Francia en 1804. Pese a que siguen enamorados, Napoleón, deseoso de tener un heredero, obtiene la nulidad del matrimonio porque la pareja no puede tener hijos y entonces se casa con la princesa austriaca, María Teresa, hija del emperador Francisco I.

## Reparto
- Armand Assante ... Napoleon Bonaparte
- Jacqueline Bisset ... Joséphine de Beauharnais
- Stephanie Beacham ... Therese Tallien
- Anthony Higgins ... Joseph Bonaparte
- Nickolas Grace ... Lord Nelson
- Jane Lapotaire ... Letizia Bonaparte
- Patrick Cassidy ... Capt. Hippolyte Charles
- William Lucking ... Sgt. Dupont
- Jean-Pierre Stewart ... Barras
- John Vickery ... Bourrienne
- Leigh Taylor-Young ... Madame de Stael
- Ione Skye ... Paulina Bonaparte
- Anthony Perkins ... Talleyrand
- Paul Brooke ... Junot
- Jeremy Brudenell ... Louis Bonaparte
- Simon Chandler ... Leclerc
- Paul Geoffrey ... Murat
- Julie Graham ... Carolina Bonaparte
- Jane Gurnett ... Elisa Bonaparte

## Crítica
Jarvis Jeff en la revista People opinó:

“miniserie insufrible de 6 horas … Jacqueline Bisset representa Josefina con más escote que talento…Armand Assante, quien como Napoleón se ve forzado a pavonearse en un traje insignificante de terciopelo rojo…Anthony Perkins, interpreta al estadista Talleyrand como un automóvil viejo con un embrague quemado…Wolper produjo este lío pegajoso con similitudes sorprendentes con las partes Norte y Sur de I a Infinito, también de su producción: los pechos rebosando por todas partes, grandes escenas de batalla y parlamentos ridículamente altisonantes (“Tu hermano ha sido hecho general” grita la madre de Napoleón, “Mata el gallo”) Napoleón y Josefina tiene más horas de coeficiente de inteligencia”.